# Научно-исследовательский институт физических проблем
Федеральное государственное унитарное предприятие «Научно-исследовательский институт физических проблем Национального исследовательского центра „Курчатовский институт“» (ранее НИИФП им. Ф. В. Лукина) — российский государственный научно-исследовательский институт в области микроэлектроники, расположен в Зеленограде.

## История
- 8 августа 1962 года — выпущено Постановление ЦК КПСС и Совета Министров СССР о мерах по развитию микроэлектронной техники в СССР, на основании которого создан Научный Центр в г. Зеленограде, включающий НИИФП.
- 1964 год — создание Государственного НИИ физических проблем (НИИФП). Позже институт назовут в честь Ф. В. Лукина, руководителя Научного Центра по микроэлектронике (1963—1970).
- 19 декабря 1994 года — присвоен статус государственного научного центра Российской Федерации (Постановление Правительства РФ № 1398).
- 2 августа 2007 года — назначен головной организацией в части прикладных и ориентированных научно-исследовательских опытно-конструкторских работ по направлению развития наноэлектроники в рамках Федеральной целевой программы «Развитие инфраструктуры наноиндустрии в Российской Федерации на 2008—2010 годы».
- 7 мая 2020 года — передан в подчинение Курчатовскому институту (Распоряжение Правительства РФ № 1219-р).

### Руководители
- Стафеев Виталий Иванович (1964—1969)
- Лаврищев Вадим Петрович (1969—1981)
- Васенков Александр Анатольевич (1981—1987)
- Самсонов Николай Сергеевич (1987—2003)
- Алёхин Анатолий Павлович (2003—2006)
- Пилевин Анатолий  Михайлович (2006—2009)
- Баскин Владимир Анатольевич (2009—2011)
- Гудков Александр Львович (2012—2016)
- Козлов Анатолий Иванович (2016—2020)

## Основные разработки

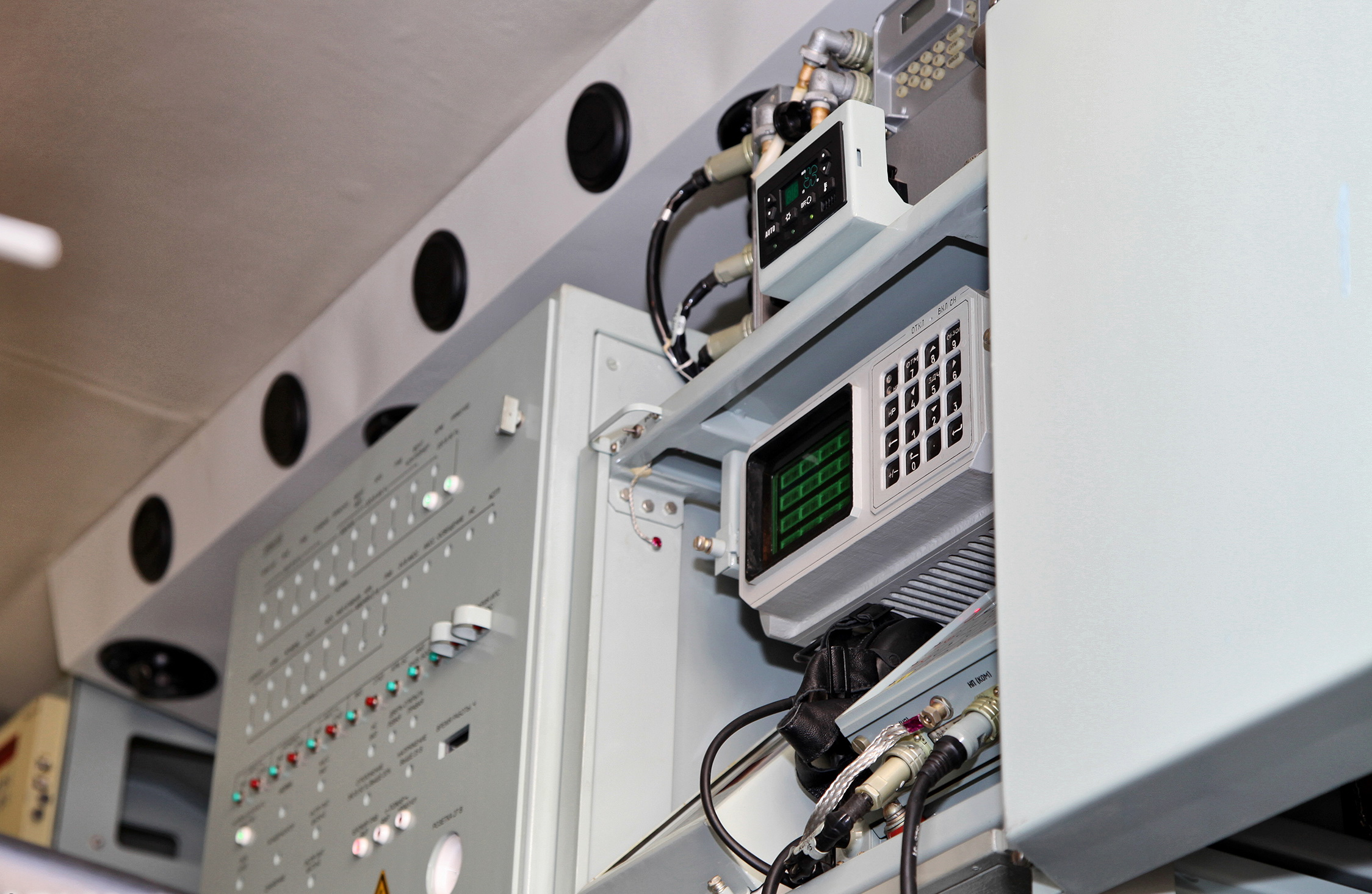
Бортовая электронно-вычислительная техника ЗРК «Панцирь-С»

Общенаучные и прикладные исследования и опытно-конструкторские работы
- формирование физико-технологических основ элементов электронной техники;
- разработка энергонезависимых репрограммируемых запоминающих устройств;
- разработка приборов с зарядовой связью;
- ЗУ на основе цилиндрических магнитных доменов;
- разработка эффективных светодиодов;
- разработка криоэлектронных интегральных схем, в том числе с контактами Джозефсона и элементами из материалов с высокотемпературной сверхпроводимостью;
- разработка органических мономолекулярных плёнок по технологии Ленгмюр-Блоджетт для прецизионной литографии;
- разработка жидкокристаллических экранов и индикаторов.

Вооружение и военная техника
- вычислители: 1В539 для БМП-3, для системы активной защиты танка «Арена», для ТОС-1 «Буратино», для ЗПРК «Тунгуска», корабельного комплекса «Кортик»;
- электронно-вычислительные машины: 1В521 для пункта разведки и управления огнём батареи ВДВ 1В119 «Реостат», корабельных зенитных комплексов «Палаш», оптико-электронной прицельной станции СП-521 «Ракурс», радиолокационной станции управления артиллерийским огнём «Багира»;
- преобразователи «вал-код»: СПВК-1, Л90Д, «Секунда-2, -3Д», «Ромашка-П4» с датчиками ДУД-1А29;
- бортовая аппаратура для комплексов: «Панцирь-С», «Корнет», «Краснополь», «Грань», «Гермес», «Атака», «Аркан»;
- трёхосный волоконно-оптический гироскоп для спускаемого аппарата космического корабля «Союз»;
- модернизация ЭВМ «Орбита-10» и устройства сопряжения «Бином» самолёта Су-24.

## Современные направления работы
- разработка субмикронной технологии изготовления элементов с топологическими размерами 0,3—0,1 мкм
- разработка нанотехнологии с топологическими размерами 300—10 нм
- разработка мембранной технологии на плёнках толщиной до 0,3 мкм как основы создания разнообразных датчиков и изделий микромеханики
- разработка органических полимерных материалов для получения электронных компонентов
- разработка и производство кантилеверов для сканирующих зондовых микроскопов
- Синхротрон ЦКП «Синхротрон» (начали строить в 1984 и так и не достроили к 2020. согласно новым планам правительства, синхротрон должен отправиться на остров Русский, но не отправится) [2]

## Структура
На конец 2007 в состав НИИФП входили научные отделы и лаборатории:
- теоретических исследований
- физико-математического моделирования
- наноэлектроники
- молекулярной электроники
- биомолекулярных исследований
- прецизионной технологии
- микроэлектромеханики
- кремниевых сверхбольших интегральных схем (СБИС)
- сверхпроводниковых устройств
- полимерной электроники
- лазерной диагностики
- аналитических исследований
- метрологии
- патентоведения